# Silke Haupt
Silke Haupt (* in Stuttgart) ist eine deutsche Schauspielerin, Synchron- und Hörspielsprecherin.

## Leben
Silke Haupt machte 1989 ihr Abitur. Ihre Ausbildung absolvierte sie von 1989 bis 1993 an der Theaterakademie in Ulm. Im Anschluss daran wirkte sie von 1993 bis 1998 an verschiedenen Theatern als Charakterdarstellerin mit, wie z. B. am Grillo-Theater, Theater Bremen, Ulmer Stadttheater oder Meininger Staatstheater. Im Fernsehen sah man sie u. a. in den Serien Lindenstraße, Unter uns, Drehkreuz Airport oder Höllische Nachbarn. Außerdem ist sie als Sprecherin für Dokumentationen und Hörspiele aktiv. In der Hörspielserie Geisterjäger John Sinclair hat sie seit Folge 11 als „Shao“ eine feste Rolle inne, nachdem sie zuvor schon als Gastsprecherin zu hören war. Haupt ist auch als Sprecherin für Hörbücher tätig, teilweise in ihrem eigenen Tonstudio. Im Jahr 2004 wirkte sie an einer Hörspielinszenierung von Frank Schätzings Roman Der Schwarm mit.

## Hörspiele (Auswahl)
- Seit 2001: Geisterjäger John Sinclair als Shao – Regie: Oliver Döring bzw. Dennis Ehrhardt
- 2006: Die Geschichte vom Mädchen, das nicht schlafen wollte – Regie: Thomas Werner (WDR)